# Bugatölcsér

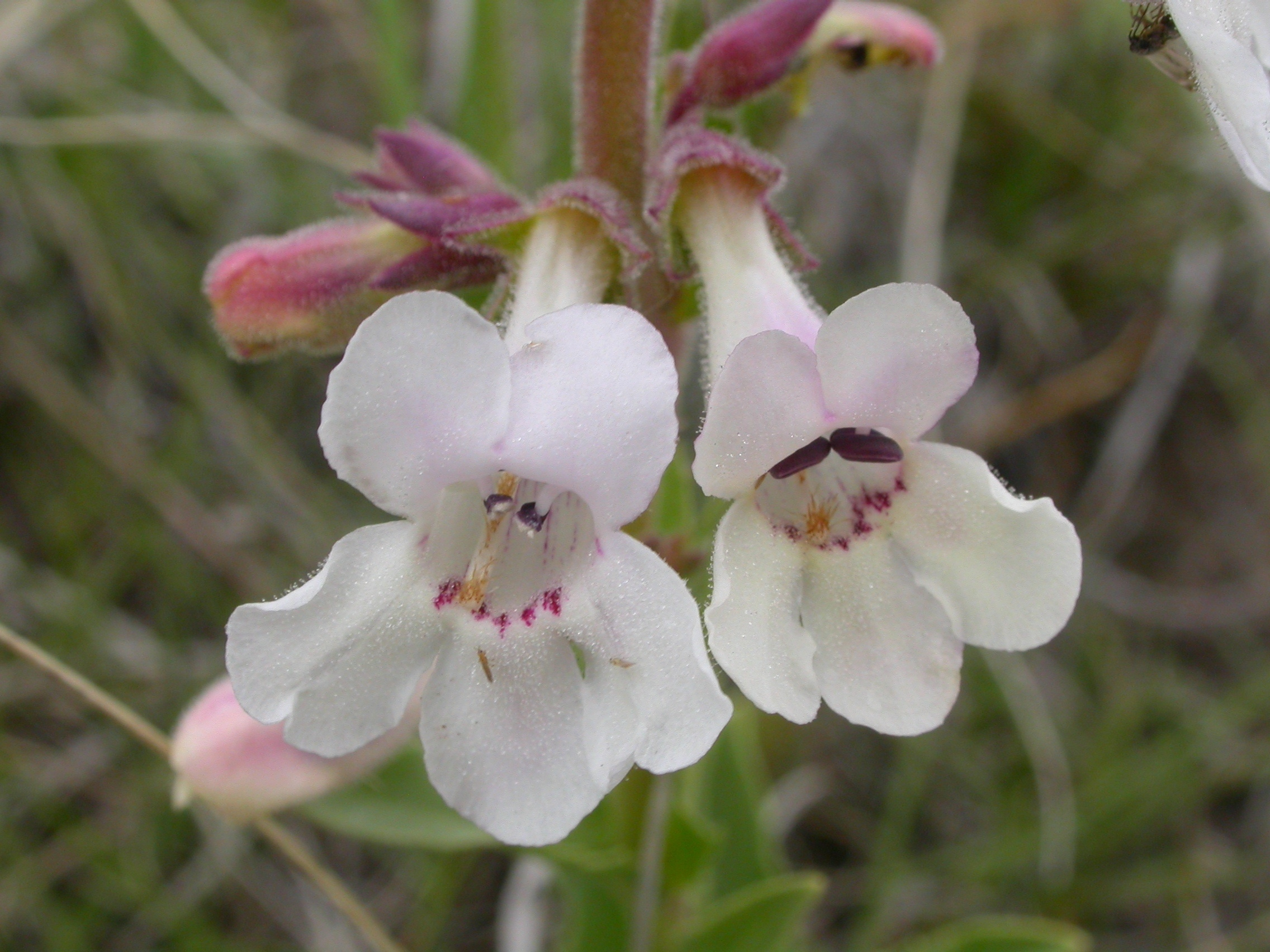
Penstemon albidus

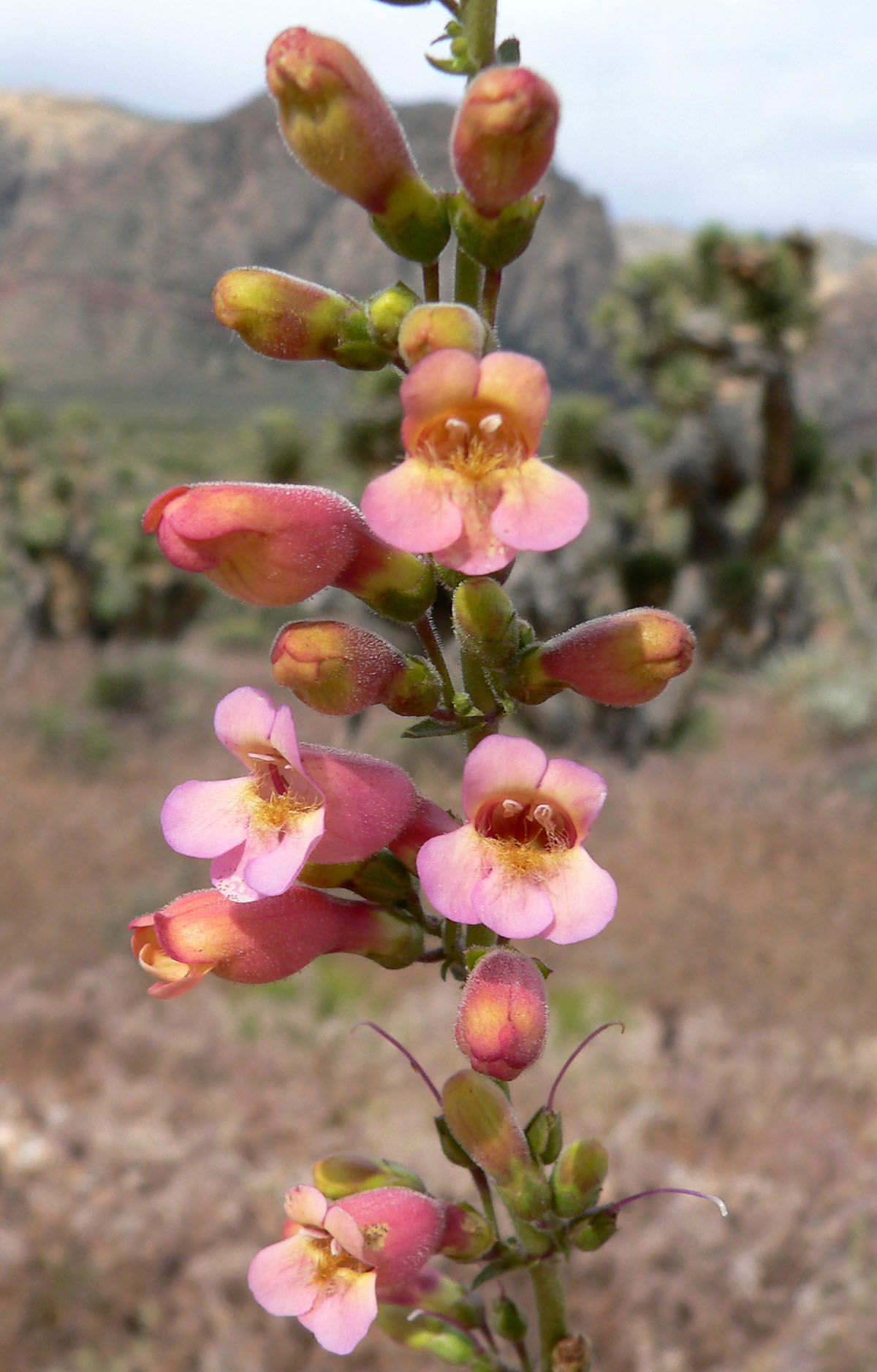
Penstemon bicolor

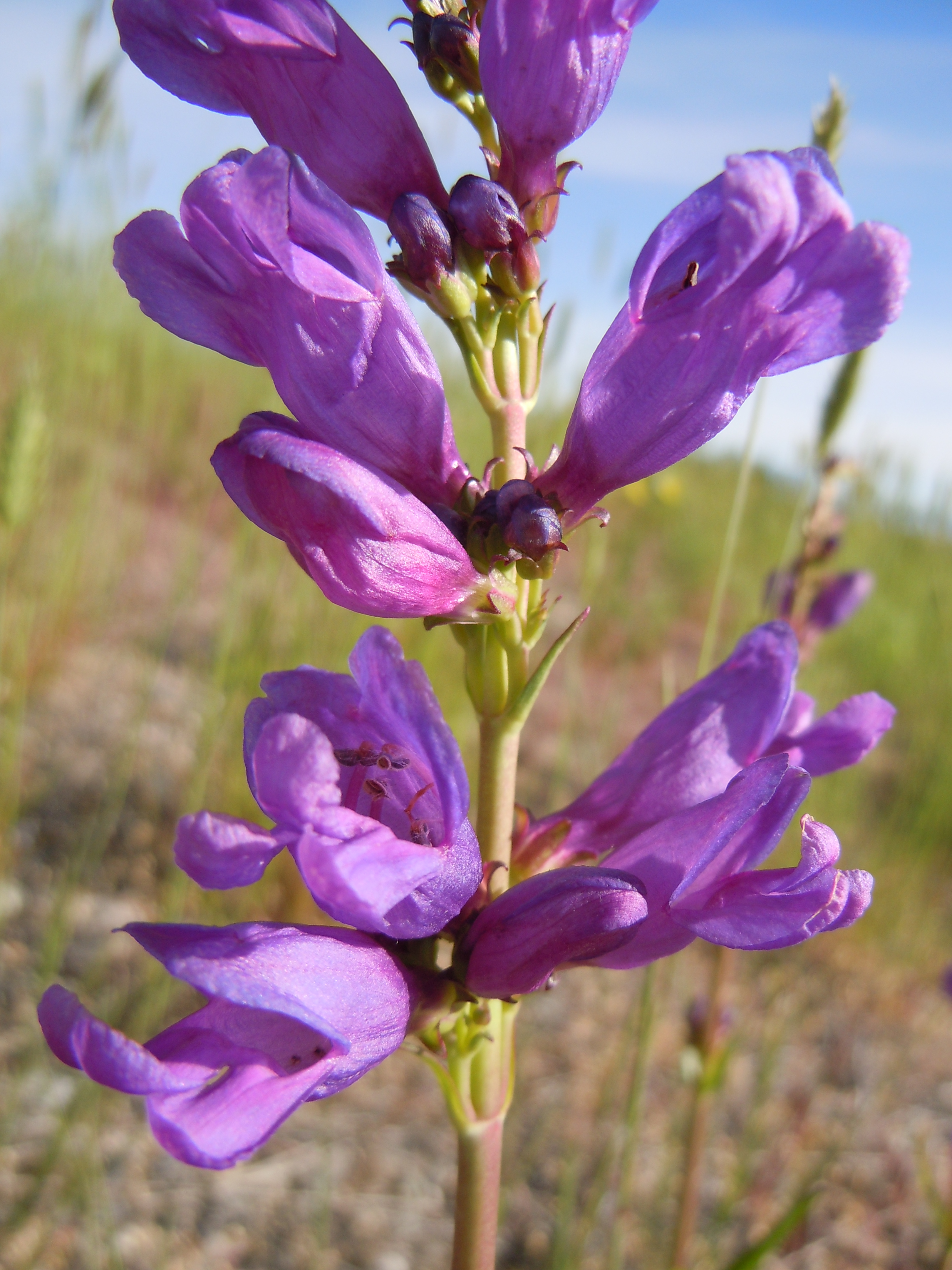
Penstemon cyananthus

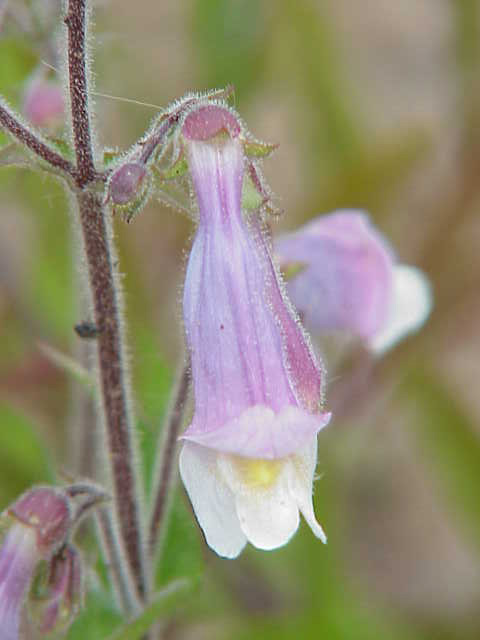
Penstemon gracilis

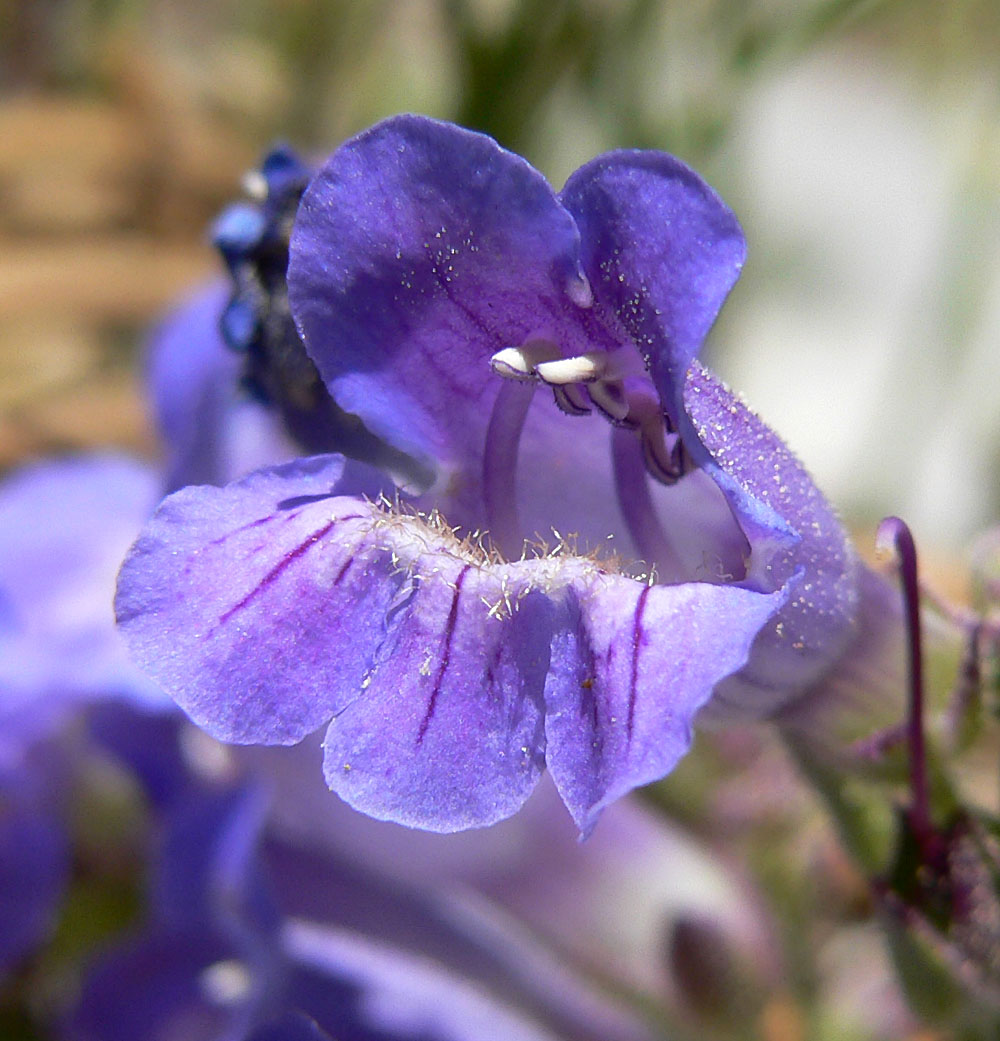
Penstemon leiophyllus

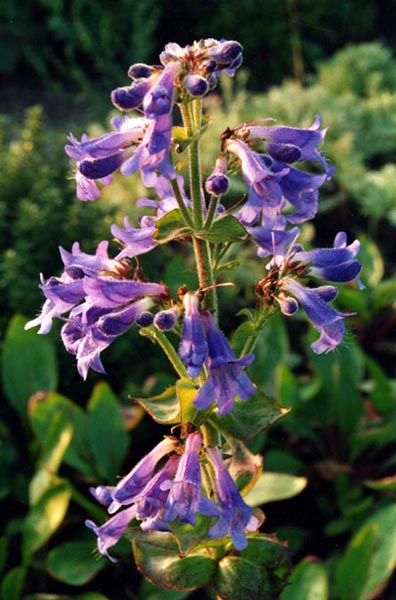
Penstemon ovatus

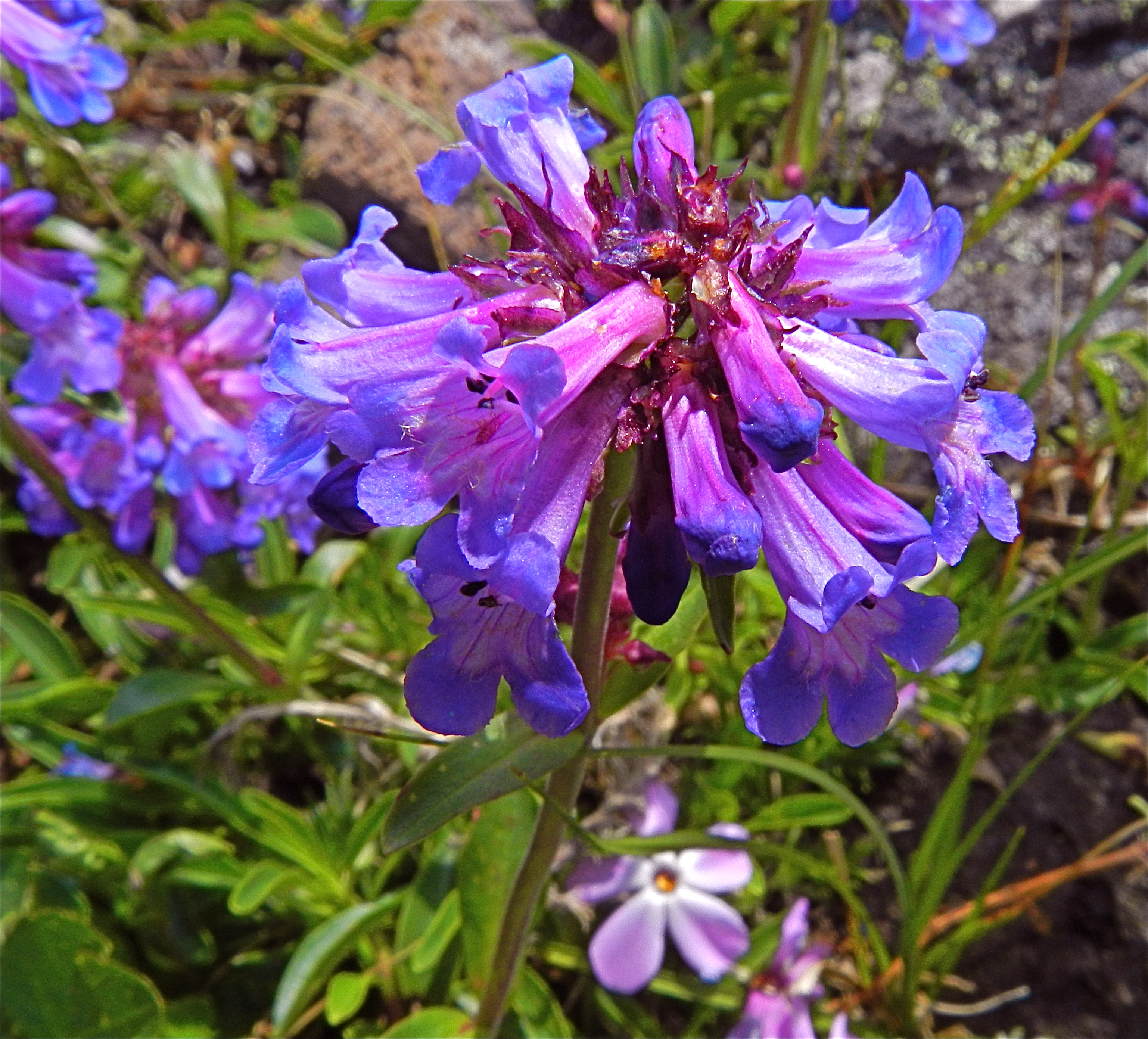
Penstemon procerus

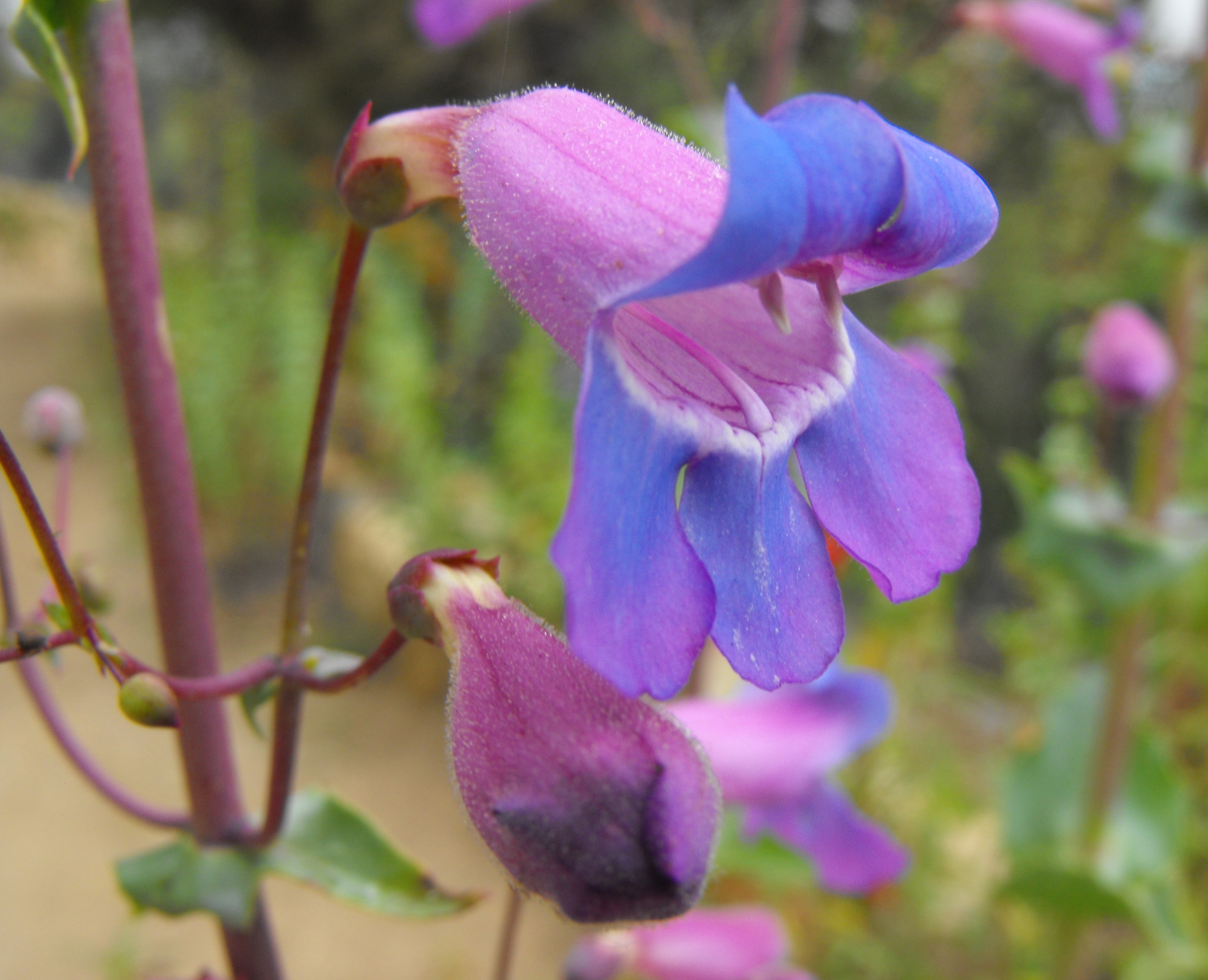
Penstemon spectabilis

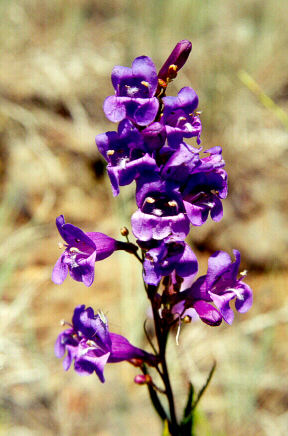
Penstemon venustus

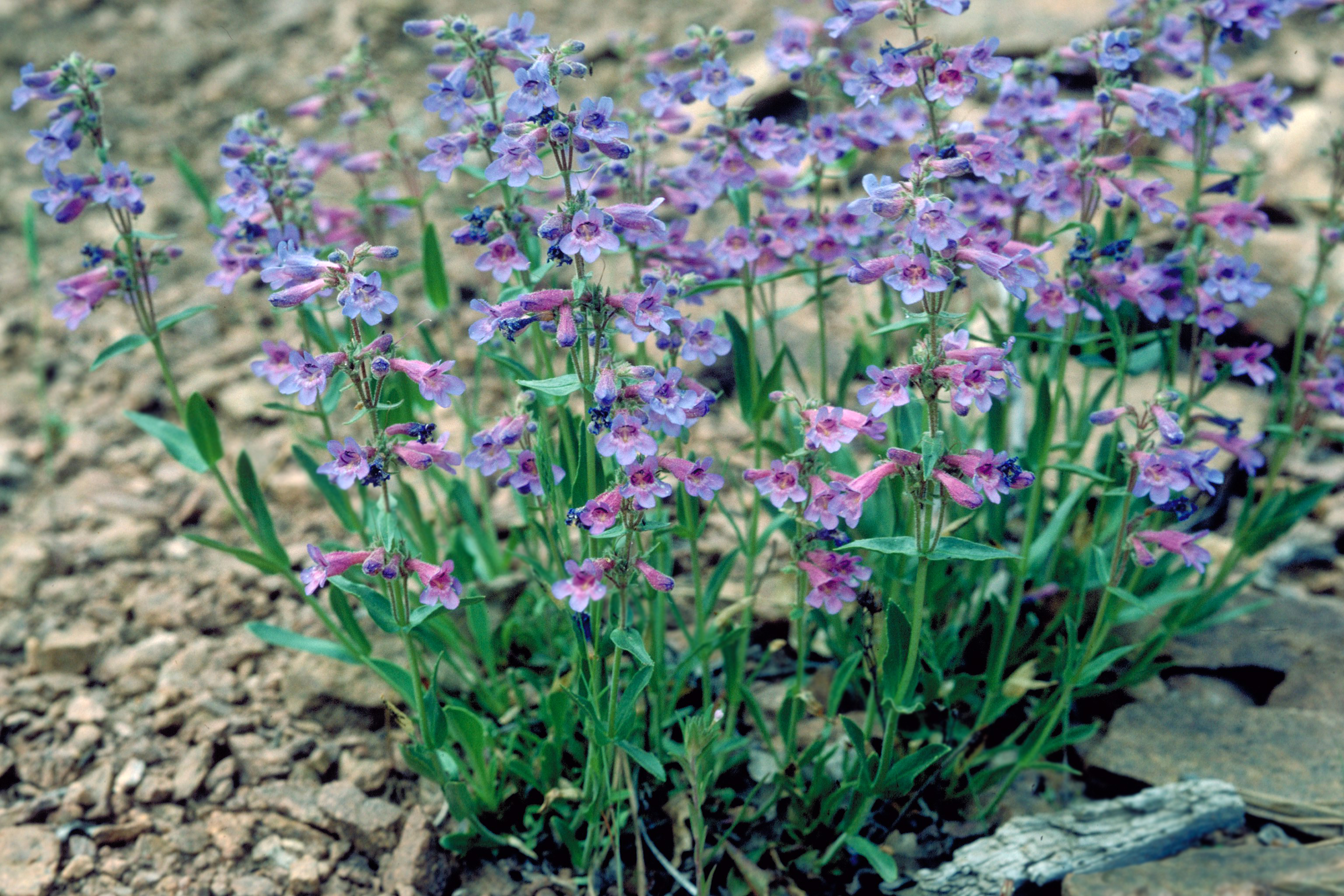
Penstemon virens

A bugatölcsér (Penstemon) az ajakosvirágúak (Lamiales) rendjébe és az útifűfélék (Plantaginaceae) családjába tartozó nemzetség.

## Tudnivalók
Eme növénynemzetség fajai Észak-Amerikából és Kelet-Ázsiából származnak. A bugatölcsérek lombhullató vagy részben örökzöld, és évelő növények. Méretük, fajtól függően a 10 centiméter és a 3 méter között van.
Az alább felsorolt fajokat, a következő 5 alnemzetségbe sorolják be: Penstemon subg. Dasanthera, Penstemon subg. Dissecti, Penstemon subg. Habroanthus, Penstemon subg. Penstemon és Penstemon subg. Saccanthera.

## Rendszerezés
A nemzetségbe az alábbi 301 faj tartozik:
- Penstemon abietinus Pennell
- Penstemon absarokensis Evert
- Penstemon acaulis L.O. Williams
- Penstemon acuminatus Douglas ex Lindl.
- Penstemon alamosensis Pennell & G.T. Nisbet
- Penstemon albertinus Greene
- Penstemon albidus Nutt.
- Penstemon albifluvis England
- Penstemon albomarginatus M.E. Jones
- Penstemon alluviorum Pennell
- Penstemon alpinus Torr.
- Penstemon ambiguus Torr.
- Penstemon ammophilus N.H. Holmgren & L.M. Shultz
- Penstemon amphorellae Crosswh.
- Penstemon angelicus (I.M. Johnst.) Moran
- Penstemon anguineus Eastw.
- Penstemon angustifolius Nutt. ex Pursh
- Penstemon antirrhinoides Benth.
- Penstemon apateticus Straw
- Penstemon arenarius Greene
- Penstemon arenicola A. Nelson
- Penstemon aridus Rydb.
- Penstemon arkansanus Pennell
- Penstemon atropurpureus (Sweet) G. Don
- Penstemon attenuatus Douglas ex Lindl.
- Penstemon atwoodii S.L. Welsh
- Penstemon auriberbis Pennell
- Penstemon australis Small
- Penstemon azureus Benth.
- Penstemon baccharifolius Hook.
- Penstemon barbatus (Cav.) Roth
- Penstemon barnebyi N.H. Holmgren
- Penstemon barrettiae A. Gray
- Penstemon bicolor (Brandegee) Clokey & D.D. Keck
- Penstemon bolanus Straw
- Penstemon bracteatus D.D. Keck
- Penstemon bradburyi Pursh
- Penstemon brandegeei (Porter) Rydb.
- Penstemon brevibarbatus Crosswhite
- Penstemon breviculus (D.D. Keck) G.T. Nisbet & R.C. Jacks.
- Penstemon brevisepalus Pennell
- Penstemon bridgesii A. Gray
- Penstemon brittoniorum Pennell
- Penstemon × bryantiae D.D. Keck
- Penstemon buckleyi Pennell
- Penstemon caesius A. Gray
- Penstemon caespitosus Nutt. ex A. Gray
- Penstemon calcareus Brandegee
- Penstemon californicus (Munz & I.M. Johnst.) D.D. Keck
- Penstemon calycosus Small
- Penstemon campanulatus (Cav.) Willd.
- Penstemon canescens (Britton) Britton
- Penstemon cardinalis Wooton & Standl.
- Penstemon cardwellii Howell
- Penstemon carnosus Pennell
- Penstemon caryi Pennell
- Penstemon cedrosensis Krautter
- Penstemon centranthifolius (Benth.) Benth.
- Penstemon cerrosensis Kellogg
- Penstemon cinereus Piper
- Penstemon cinicola D.D. Keck
- Penstemon cleburnei M.E. Jones
- Penstemon clevelandii A. Gray
- Penstemon cobaea Nutt.
- Penstemon comarrhenus A. Gray
- Penstemon compactus (D.D. Keck) Crosswh.
- Penstemon concinnus D.D. Keck
- Penstemon confertus Douglas ex Lindl.
- Penstemon confusus M.E. Jones
- Penstemon cordifolius Benth.
- Penstemon corymbosus Benth.
- Penstemon crandallii A. Nelson
- Penstemon × crideri A. Nelson
- Penstemon cusickii A. Gray
- Penstemon cyananthus Hook.
- Penstemon cyaneus Pennell
- Penstemon cyanocaulis Payson
- Penstemon cyathophorus Rydb.
- Penstemon dasyphyllus A. Gray
- Penstemon davidsonii Greene
- Penstemon deamii Pennell
- Penstemon deaveri Crosswh.
- Penstemon debilis O'Kane & J.L. Anderson
- Penstemon degeneri Crosswh.
- Penstemon deustus Douglas ex Lindl.
- Penstemon digitalis Nutt. ex Sims
- Penstemon diphyllus Rydb.
- Penstemon discolor D.D. Keck
- Penstemon dissectus Elliott
- Penstemon distans N.H. Holmgren
- Penstemon dolius M.E. Jones ex Pennell
- Penstemon duchesnensis (N.H. Holmgren) Neese
- Penstemon eatonii A. Gray
- Penstemon elegantulus Pennell
- Penstemon ellipticus J.M. Coult. & Fisher
- Penstemon eriantherus Pursh
- Penstemon euglaucus English
- Penstemon eximius D.D. Keck
- Penstemon fasciculatus A. Gray
- Penstemon fendleri Torr. & A. Gray
- Penstemon filiformis (D.D. Keck) D.D. Keck
- Penstemon filisepalis Straw
- Penstemon flavescens Pennell
- Penstemon floribundus Danley
- Penstemon floridus Brandegee
- Penstemon flowersii Neese & S.L. Welsh
- Penstemon fremontii Torr. & A. Gray
- Penstemon fruticiformis Coville
- Penstemon fruticosus (Pursh) Greene
- Penstemon gairdneri Hook.
- Penstemon galloensis G.L. Nesom
- Penstemon gentianoides (Kunth) Poir.
- Penstemon gentryi Standl.
- Penstemon gibbensii Dorn
- Penstemon glaber Pursh
- Penstemon glandulosus Douglas ex Lindl.
- Penstemon glaucinus Pennell
- Penstemon globosus (Piper) Pennell & see Keck, David Daniels
- Penstemon goodrichii N.H. Holmgren
- Penstemon gormanii Greene
- Penstemon gracilentus A. Gray
- Penstemon gracilis Nutt.
- Penstemon grahamii D.D. Keck ex E.H. Graham
- Penstemon grandiflorus Nutt.
- Penstemon grinnellii Eastw.
- Penstemon guadalupensis A. Heller
- Penstemon hallii A. Gray
- Penstemon harbourii A. Gray
- Penstemon harringtonii Penland
- Penstemon hartwegii Benth.
- Penstemon havardii A. Gray
- Penstemon haydenii S. Watson
- Penstemon helleri Small
- Penstemon henricksonii Straw
- Penstemon hesperius M. Peck
- Penstemon heterodoxus A. Gray
- Penstemon heterophyllus Lindl.
- Penstemon hidalgensis Straw
- Penstemon higginsii (Neese) N.H. Holmgren & N.D. Atwood
- Penstemon hirsutus (L.) Willd. - típusfaj
- Penstemon humilis Nutt. ex A. Gray
- Penstemon imberbis (Kunth) Trautv.
- Penstemon immanifestus N.H. Holmgren
- Penstemon incanus (A. Gray) Tidestr.
- Penstemon incertus Brandegee
- Penstemon isophyllus B.L. Rob.
- Penstemon jaliscensis B.L. Rob.
- Penstemon jamesii Benth.
- Penstemon janishiae N.H. Holmgren
- Penstemon jonesii Pennell
- Penstemon keckii Clokey
- Penstemon kingii S. Watson
- Penstemon kunthii G. Don
- Penstemon labrosus (A. Gray) Mast. ex Hook. f.
- Penstemon laetus A. Gray
- Penstemon laevigatus Soland.
- Penstemon laevis Pennell
- Penstemon lanceolatus Benth.
- Penstemon laricifolius Hook. & Arn.
- Penstemon laxiflorus Pennell
- Penstemon laxus A. Nelson
- Penstemon leiophyllus Pennell
- Penstemon lemhiensis (D.D. Keck) D.D. Keck & Cronquist
- Penstemon lemmonii A. Gray
- Penstemon lentus Pennell
- Penstemon leonardii Rydb.
- Penstemon leonensis Straw
- Penstemon linarioides A. Gray
- Penstemon longiflorus (Pennell) S.L. Clark
- Penstemon luteus G.L. Nesom
- Penstemon lyallii A. Gray
- Penstemon marcusii (D.D. Keck) N.H. Holmgren
- Penstemon mensarum Pennell
- Penstemon miniatus Lindl.
- Penstemon minor (A. Gray) D.D. Keck
- Penstemon minutifolius Straw
- Penstemon × mirus A. Nelson
- Penstemon miser A. Gray
- Penstemon moffatii Eastw.
- Penstemon mohinoranus Straw
- Penstemon monoensis A. Heller
- Penstemon montanus Greene
- Penstemon moriahensis N.H. Holmgren
- Penstemon mucronatus N.H. Holmgren
- Penstemon multicaulis Pennell
- Penstemon multiflorus (Benth.) Chapm. ex Small
- Penstemon murrayanus Hook.
- Penstemon nanus D.D. Keck
- Penstemon navajoa N.H. Holmgren
- Penstemon neomexicanus Wooton & Standl.
- Penstemon neotericus D.D. Keck
- Penstemon newberryi A. Gray
- Penstemon nitidus Douglas ex Benth.
- Penstemon nudiflorus A. Gray
- Penstemon occiduus Straw
- Penstemon oklahomensis Pennell
- Penstemon oliganthus Wooton & Standl.
- Penstemon ophianthus Pennell
- Penstemon oreocharis Greene
- Penstemon osterhoutii Pennell
- Penstemon ovatus Douglas
- Penstemon pachyphyllus A. Gray ex Rydb.
- Penstemon pahutensis N.H. Holmgren
- Penstemon pallidus Small
- Penstemon palmeri A. Gray
- Penstemon pandus (A. Nelson & J.F. Macbr.) A. Nelson & J.F. Macbr.
- Penstemon papillatus J.T. Howell
- Penstemon parishii A. Gray
- Penstemon parryi (A. Gray) A. Gray
- Penstemon parviflorus Pennell
- Penstemon parvulus (A. Gray) Krautter
- Penstemon parvus Pennell
- Penstemon patens (M.E. Jones) N.H. Holmgren
- Penstemon patricus N.H. Holmgren
- Penstemon pauciflorus Buckley
- Penstemon payettensis A. Nelson & J.F. Macbr.
- Penstemon paysoniorum D.D. Keck
- Penstemon peckii Pennell
- Penstemon penlandii W.A. Weber
- Penstemon pennellianus D.D. Keck
- Penstemon perfoliatus Brongn.
- Penstemon perpulcher A. Nelson
- Penstemon personatus D.D. Keck
- Penstemon petiolatus Brandegee
- Penstemon pinifolius Greene
- Penstemon pinorum L. Shultz & J. Shultz
- Penstemon plagapineus Straw
- Penstemon platyphyllus Rydb.
- Penstemon potosinus Straw
- Penstemon pratensis Greene
- Penstemon procerus Douglas ex Graham
- Penstemon pruinosus Douglas ex Lindl.
- Penstemon pseudoputus (Crosswh.) N.H. Holmgren
- Penstemon pseudospectabilis M.E. Jones
- Penstemon pudicus Reveal & Beatley
- Penstemon pumilus Nutt.
- Penstemon punctatus Brandegee
- Penstemon purpusii Brandegee
- Penstemon putus A. Nelson
- Penstemon radicosus A. Nelson
- Penstemon rattanii A. Gray
- Penstemon retrorsus Payson ex Pennell
- Penstemon richardsonii Douglas ex Lindl.
- Penstemon roezlii Regel
- Penstemon roseus (Cerv. ex Sweet) G. Don
- Penstemon rostriflorus Kellogg
- Penstemon rotundifolius A. Gray
- Penstemon rubicundus D.D. Keck
- Penstemon rupicola (Piper) Howell
- Penstemon rydbergii A. Nelson
- Penstemon saxosorum Pennell
- Penstemon scapoides D.D. Keck
- Penstemon scariosus Pennell
- Penstemon secundiflorus Benth.
- Penstemon seorsus (A. Nelson) D.D. Keck
- Penstemon sepalulus A. Nelson
- Penstemon serrulatus Menzies ex Sm.
- Penstemon shastensis D.D. Keck
- Penstemon smallii A. Heller
- Penstemon spatulatus Pennell
- Penstemon speciosus Douglas ex Lindl.
- Penstemon spectabilis Thurb. ex A. Gray
- Penstemon stenophyllus A. Gray
- Penstemon stenosepalus (A. Gray) Howell
- Penstemon stephensii Brandegee
- Penstemon strictiformis Rydb.
- Penstemon strictus Benth.
- Penstemon subglaber Rydb.
- Penstemon subserratus Pennell
- Penstemon subulatus M.E. Jones
- Penstemon sudans M.E. Jones
- Penstemon tenuiflorus Pennell
- Penstemon tenuifolius Benth.
- Penstemon tenuis Small
- Penstemon tepicensis Straw
- Penstemon teucrioides Greene
- Penstemon thompsoniae (A. Gray) Rydb.
- Penstemon thurberi Torr.
- Penstemon tidestromii Pennell
- Penstemon tracyi D.D. Keck
- Penstemon triflorus A. Heller
- Penstemon triphyllus Douglas
- Penstemon tubaeflorus Nutt.
- Penstemon uintahensis Pennell
- Penstemon unilateralis Rydb.
- Penstemon utahensis Eastw.
- Penstemon variabilis Suksd.
- Penstemon vaseyanus Greene
- Penstemon venustus Douglas ex Lindl.
- Penstemon violaceus (Brandegee) A. Nelson
- Penstemon virens Pennell ex Rydb.
- Penstemon virgatus A. Gray
- Penstemon wardii A. Gray
- Penstemon washingtonensis D.D. Keck
- Penstemon watsonii A. Gray
- Penstemon wherryi Pennell
- Penstemon whippleanus A. Gray
- Penstemon wilcoxii Rydb.
- Penstemon wislizeni (A. Gray) Straw
- Penstemon wrightii Hook.
- Penstemon yampaensis Penland